# Wielogłowy (Chełmiec)
Wielogłowy ist eine Ortschaft mit einem Schulzenamt der Gemeinde Chełmiec im Powiat Nowosądecki der Woiwodschaft Kleinpolen in Polen.

## Geographie
Der Ort liegt am rechten Ufer des Dunajec, im Rożnów-Gebirge, 3 km flussabwärts und nördlich der Stadt Nowy Sącz (Neu Sandez). Die Nachbarorte sind Wielopole im Süden, Marcinkowice im Südwesten, Dąbrowa im Westen, Wola Kurowska im Nordwesten, Jelna im Norden, sowie Słowikowa und Klimkówka im Osten.

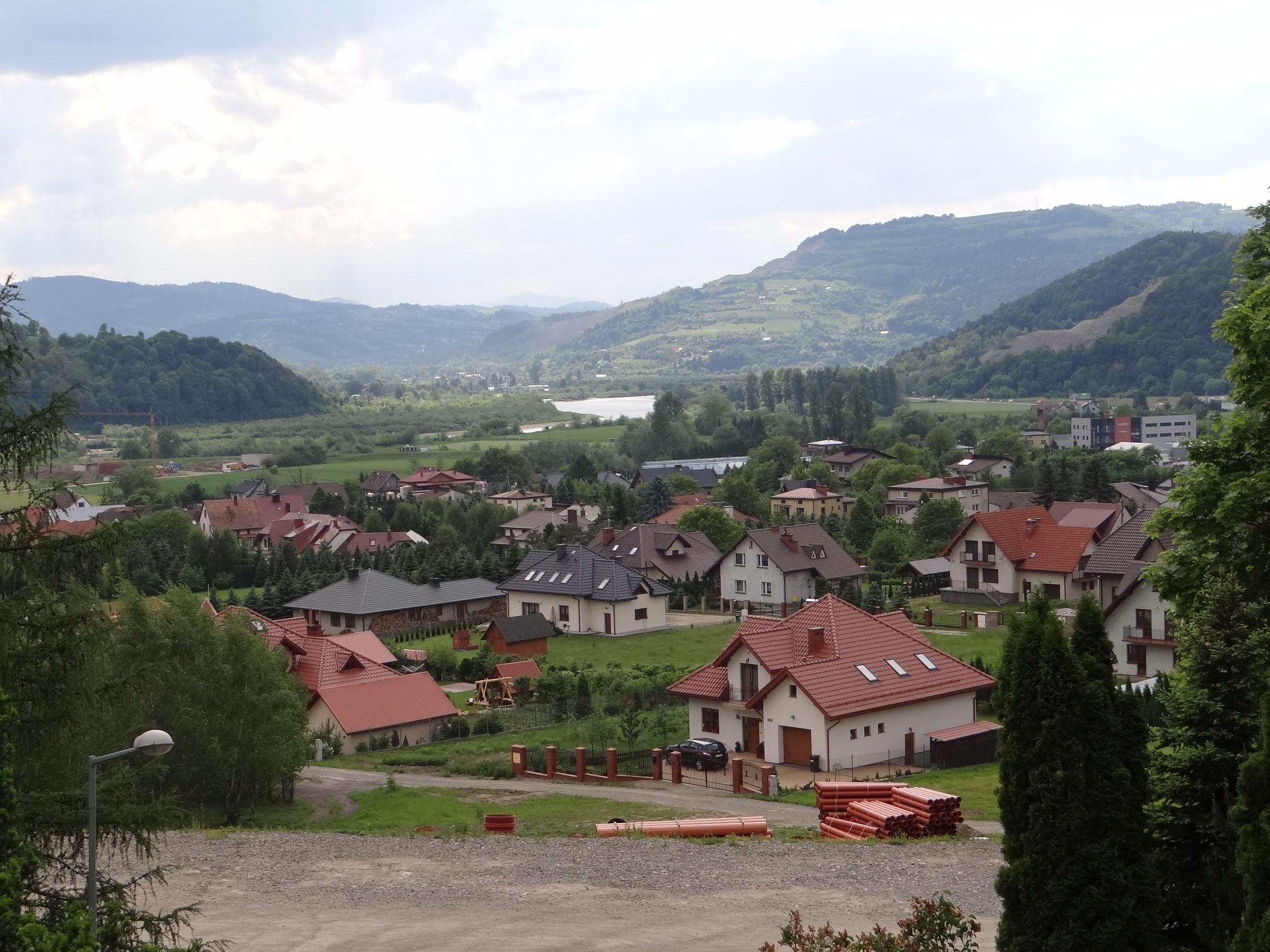
Blick auf das Dorf
Lage von Wielogłowy in der Gemeinde Chełmiec

## Geschichte
Der Ort wurde im Jahr 1273 erstmals urkundlich erwähnt, als er vom Krakauer Herzog Bolesław V. an Otto Toporczyk verliehen wurde. 1318 wurde die erste Pfarrkirche erbaut, 1325/1326 als die Pfarrei [Mathias plebanus ecclesiae] Wilglow im Peterspfennigregister im Dekanat Nowy Sącz (Neu Sandez) des Bistums Krakau erwähnt.
Politisch und administrativ gehörte das private Dorf zum Königreich Polen (ab 1569 in der Adelsrepublik Polen-Litauen), Woiwodschaft Krakau, Kreis Sącz. In der Zeit der Reformation unter der Familie Wielogłowski wurde die Ortskirche in den Jahren 1557 bis 1630 zum Sitz einer arianischen Pfarrei, d. h. der Polnischen Brüder.
Nach der Ersten Teilung Polens kam Wielogłowy zum neuen Königreich Galizien und Lodomerien des habsburgischen Kaiserreichs (ab 1804).
1918, nach dem Ende des Ersten Weltkriegs und dem Zusammenbruch der k.u.k. Monarchie, kam Wielogłowy zu Polen. Unterbrochen wurde dies durch die Besetzung Polens durch die Wehrmacht im Zweiten Weltkrieg, während der es zum Distrikt Krakau im Generalgouvernement gehörte.
Von 1975 bis 1998 gehörte Wielogłowy zur Woiwodschaft Nowy Sącz.

## Sehenswürdigkeiten

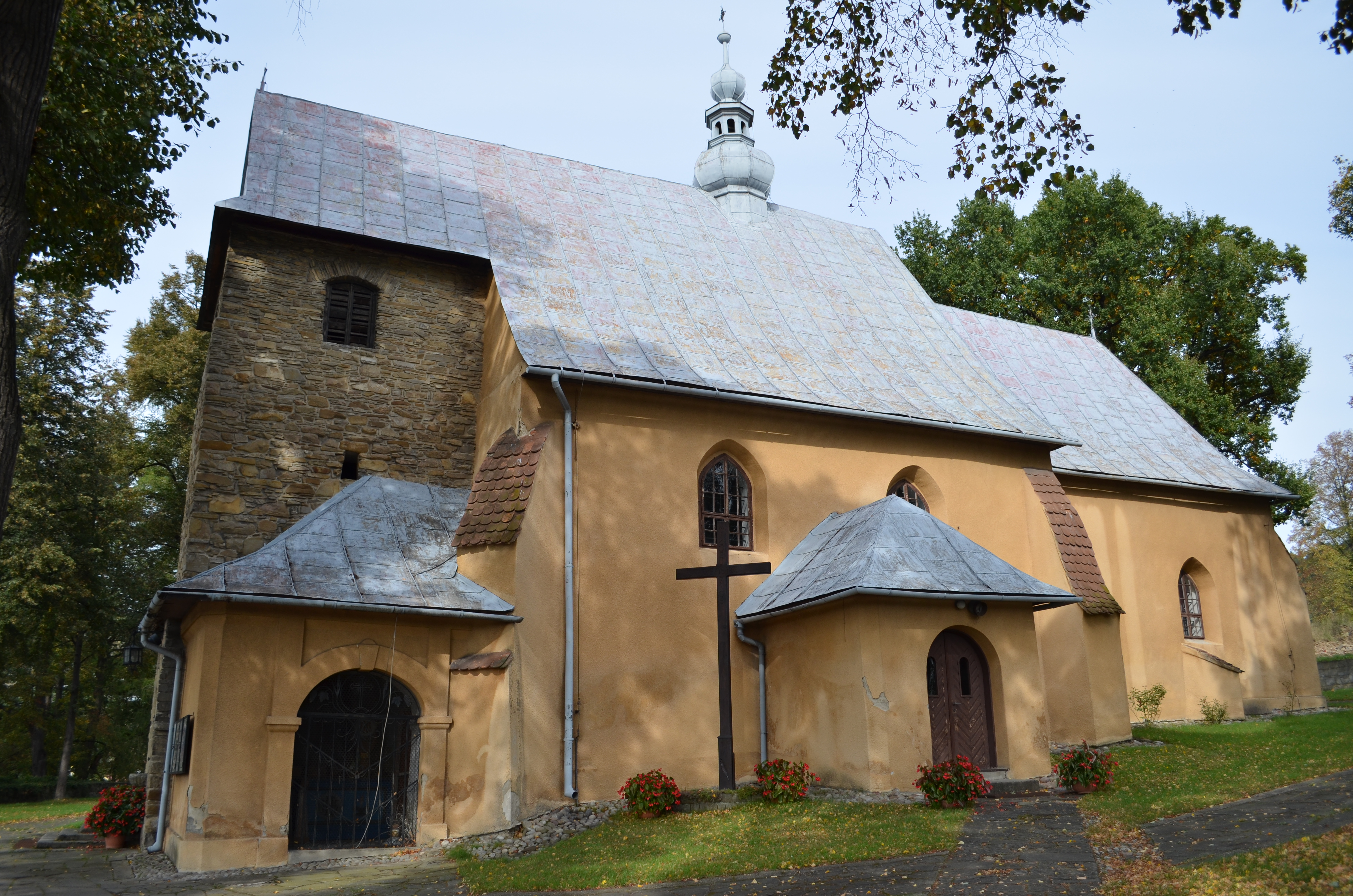
Ortskirche

- Alte Kirche aus dem Jahr 1318,
- Gutshof aus dem 17.  Jahrhundert;